# 中国通信学会
中国通信学会是中华人民共和国通信科技工作者组成的全国性、学术性、非营利性社会团体，由中国科学技术协会主管。前身是1979年成立的中国邮电通信学会，1980年改名为中国通信学会。